# Scleropages jardinii
Scleropages jardinii е вид сладководна лъчеперка от семейство Араванови (Osteoglossidae).

## Разпространение
Видът е разпространен в Австралия и Нова Гвинея.